# Edelweiss (Unternehmen)
Das Unternehmen Edelweiss GmbH & Co. KG ist ein Hersteller von verschiedenen Käsearten, wie z. B. Weichkäse und Schmelzkäse. Der Käsehersteller mit Sitz in Kempten (Allgäu) wurde 2003 von Unilever an den französischen Konzern Bongrain verkauft, der seit 2015 als Savencia Fromage & Dairy firmiert.

## Geschichte

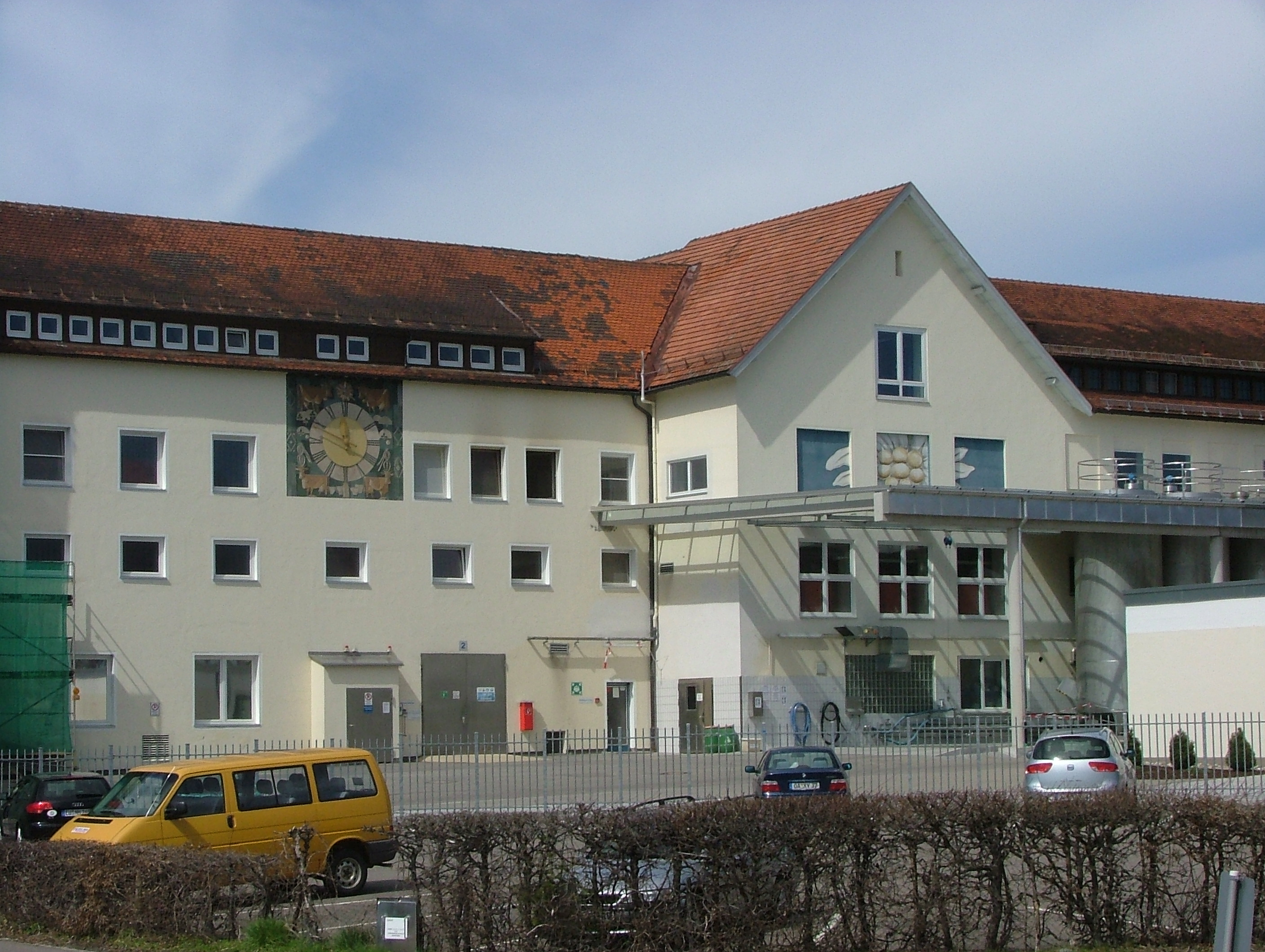
Edelweiss in Kempten

Das Unternehmen basiert auf einem Experiment von Karl Hoefelmayr, dem es gelang, Mikroorganismen von einem Camembert abzuspalten und in Milch zu vervielfältigen. Der Firmengründer war ebenso der Erste, dem es gelang, einen Camembert aus eigens gezüchteten Kulturen herzustellen.
1894 wurde die Produktion von Haslach (Wangen) nach Kempten verlegt, und das Unternehmen wurde königlich-bayerischer Hoflieferant. 1907 fing die Produktion von Edelweiß Milchpulver an und eröffnete damit einen neuen Markt für Säuglingsnahrung. Am 9. Juni 1940 verstarb der Firmengründer Karl Hoefelmayr; seine Söhne übernahmen das Unternehmen. 1962 verkauften die Söhne (unter anderem der gleichnamige Sohn Karl Hoefelmayr) das Unternehmen an Unilever; im gleichen Jahr wurde der Ramee Camembert eingeführt. Im Jahr 1974 kam die Frisch-Marke Bressot in den Handel, die später in den Jahren 1987/1988 in Bresso umbenannt wurde. Im Jahr 1995 kam der Aufstrich Brunch auf den Markt.
Ein Jahr darauf, 1996, wurde das TPM eingeführt, welches 1999 mit dem Award for TPM Excellence first category ausgezeichnet wurde.
Im Jahr 2000 wurde die Weichkäsereifung und die Packerei aus Schlachters und die Schmelzkäseherstellung aus Neu-Ulm in die neuerrichteten Gebäude in Kempten integriert.
Die Milchzuckerproduktion wurde im Jahr 2002 stillgelegt. Im September 2003 verkaufte Unilever den Käsehersteller an Bongrain.
Im Jahr 2008 hatte die Fabrik 520 Mitarbeiter, welche ca. 41.000 Tonnen produzieren.

## Sortiment
Die Edelweiss GmbH & Co. KG stellt folgenden Käse her. Er wird in teilweise unterschiedlichen Marken auf dem deutschen und internationalen Markt vertrieben. Des Weiteren wird das Werk als Kontraktpacker verwendet, wobei Ware dort nur abgepackt wird.
- Bresso: Weichkäse und Frischkäse (Größte Weichkäsetorte im Jahr 2002; Eintrag im Guinness-Buch der Rekorde)
- Brunch: Brotaufstrich (Marke im Jahr 2010 von Unilever an Bongrain verkauft)
- Edelweiss Bavarian Blue Brie: Blauschimmel-Weichkäse
- Milkana: Schmelzkäse
- Ramee Camembert: Weichkäse